# Hans-Christoph Schmitt
Hans-Christoph Schmitt (* 11. November 1941 in Tübingen; † 6. Juli 2020) war ein evangelischer Theologe und Alttestamentler. Er lehrte zuletzt als Professor für Altes Testament an der  Friedrich-Alexander-Universität Erlangen-Nürnberg.

## Leben
Schmitt studierte von 1960 bis 1965 Theologie und Orientalistik in Marburg, Heidelberg und Tübingen. 1970 promovierte er an der Theologischen Fakultät der Universität Marburg mit einer traditionsgeschichtlichen Untersuchung über den Propheten Elischa. 1975 erfolgte die Habilitation am Fachbereich Evangelische Theologie der Universität Marburg für das Fach Altes Testament. Seine Stationen als akademischer Lehrer waren von 1979 bis 1987 die Professur für Evangelische Theologie mit Schwerpunkt Biblische Theologie an der Universität Augsburg und von 1987 bis 2007 die Professur für Alttestamentliche Theologie an der Universität Erlangen-Nürnberg. Ab 2007 war Schmitt Emeritus.

## Werk
Die Hauptarbeitsgebiete von Schmitt waren die Erforschung der Geschichtsbücher des Alten Testaments (Pentateuch, Buch Josua, Buch der Richter, Samuel und Könige) und die Frage nach der Gegenwartsbedeutung der alttestamentlichen Theologie. International anerkannt war er als Herausgeber der renommierten „Zeitschrift für die alttestamentliche Wissenschaft“. 2005 veröffentlichte er ein „Arbeitsbuch zum Alten Testament“, das einen Überblick über die repräsentativsten Forschungspositionen zu Grundzügen der Geschichte Israels und der alttestamentlichen Schriften bietet.

## Veröffentlichungen (Auswahl)
- Elisa. Traditionsgeschichtliche Untersuchungen zur vorklassischen nordisraelitischen Prophetie, Gütersloh 1972
- Die nichtpriesterliche Josephsgeschichte. Ein Beitrag zur neuesten Pentateuchkritik, Beiheft zur Zeitschrift für die alttestamentliche Wissenschaft 154, Berlin und New York 1980
- Theologie in Prophetie und Pentateuch. Gesammelte Schriften, hg. U. Schorn / M. Büttner, Berlin / New York 2001 ISBN 3-11017188-0
- Arbeitsbuch zum Alten Testament. Grundzüge der Geschichte Israels und der alttestamentlichen Schriften (UTB 2146), Göttingen 2005 ISBN 3-8252-2146-6